# Microclysia ferruginea
Microclysia ferruginea là một loài bướm đêm trong họ Geometridae.